# كارمي فيغيراس
كارمي فيغيراس (مولين دي ري، 12 يوليو 1955) سياسية إسبانية، شغل منصب وزير الرعاية الاجتماعية وشؤون الأسرة في عام 2006.
تخرجت في العلوم الفيزيائية من جامعة برشلونة، وهي تقنية في الإدارة المحلية. وعضو المجلس الوطني لحزب العمال الاشتراكي واللجنة التنفيذية لمنطقة باجو يوبريغات منذ عام 1983، وانتخبت عضو مجلس مدينة مولين دي ري في الانتخابات البلدية الإسبانية عام 1983، وهو منصب جددته في البلدية الإسبانية انتخابات 1987 و1991 و1995 و1999 و2003.
في الانتخابات العامة الإسبانية عام 1993 تم اختيارها نائبة عن برشلونة في مجلس النواب، حيث كانت عضوًا في لجنة نظام الإدارة العامة، ولجنة الصحة والاستهلاك واللجنة المختلطة لحقوق المرأة. استقالت في 12 ديسمبر 1995 للترشح لانتخابات برلمان كاتالونيا في عام 1995. كانت نائبة في برلمان كاتالونيا في انتخابات الأعوام 1999 و2003 و2006. كانت وزيرة الرفاه والأسرة في عام 2006 ونائبة. المتحدث الرسمي باسم حزب العمال الاشتراكي. في عام 2010 تم تعيينها كعضو في المجلس السمعي البصري في كاتالونيا.